# Eesti Laul 2021
Az Eesti Laul 2021 egy észt zenei verseny volt, melynek keretén belül a közönség és a zsűri kiválasztotta, hogy ki képviselje Észtországot a 2021-es Eurovíziós Dalfesztiválon, Rotterdamban. A 2021-es Eesti Laul volt a tizenötödik észt nemzeti döntő ezen a néven.
Az élő műsorsorozatba ezúttal is huszonnégy dal versenyzett az Eurovíziós Dalfesztiválra való kijutásért. A sorozat ezúttal is háromfordulós volt; a két elődöntőt február 18-án és február 20-án, a döntőt március 6-án rendezték. Az adások alatt a közönség és a nemzetközi zsűri döntött a végeredményt illetően.
A verseny győztese akárcsak 2020-ban, ezúttal is Uku Suviste lett, aki The Lucky One című dalával képviseli az országot Rotterdamban.

## Helyszín
Az elődöntők és a döntő helyszínéül Tallinn szolgált. 
| Észtország Tallinn |

## A résztvevők
Az ETV 2020. november 11-én és november 12-én jelentette be az élő műsorsorozatba jutottak névsorát. A versenyre összesen 156 pályamű érkezett. A résztvevők dalait december 5-én hozták nyilvánosságra.
| Előadó                             | Dal                           | Nyelv         | Zene / Szöveg                                                              |
| ---------------------------------- | ----------------------------- | ------------- | -------------------------------------------------------------------------- |
| Alabama Watchdog                   | Alabama Watchdog              | angol         | Ken Einberg                                                                |
| Andrei Zevakin & Pluuto            | Wingman                       | észt          | Andrei Zevakin, Henry Orlov                                                |
| Egert Milder                       | Free Again                    | angol         | Kaspar Kalluste, Matteo Capreoli, Egert Milder                             |
| Gram-Of-Fun                        | Lost in a Dance               | angol         | Martin Kuut, Kristel Aaslaid, Raul Ojamaa, Kostja Tsõbulevski, Mikk Simson |
| Hans Nayna                         | One By One                    | angol         | Vahur Valgmaa, Hans Nayna                                                  |
| Helen                              | Nii kõrgele                   | észt          | Rob Montes, Jason Hunter, Renae Rain, Helen Randmets                       |
| Heleza                             | 6                             | észt, francia | Karl Killing, Helena Põldmaa                                               |
| Ivo Linna, Robert Linna, Supernova | Ma olen siin                  | észt          | Rainer Michelson, Robert Linna                                             |
| Jüri Pootsmann                     | Magus melanhoolia             | észt          | Jüri Pootsmann, Joonas Mattias Sarapuu, Jana Hallas, Aleksi Liski          |
| Kadri Voorand                      | Energy                        | angol         | Kadri Voorand                                                              |
| Karl Killing                       | Kiss Me                       | angol         | Karl Killing                                                               |
| Kéa                                | Hypnotised                    | angol         | Ketter Orav, Sander Sadam, Alvar Antson                                    |
| Kristin Kalnapenk                  | Find a Way                    | angol         | Kristin Kalnapenk, Hannes Agur Vellend                                     |
| Koit Toome                         | We Could Have Been Beautiful  | angol         | Joonas Parkkonen, Koit Toome, Peppina Pällijeff                            |
| Nika Marula                        | Calm Down                     | angol         | Andrei Zevakin, Nika Marula, Daniil Kotilevits                             |
| Rahel                              | Sunday Night                  | angol         | Rahel Ollisaar, Frederik Küüts, Jason Hunter                               |
| REDEL                              | Tartu                         | észt          | Kristjan Oden, Indrek Vaheoja                                              |
| Sissi Nylia Benita                 | Time                          | angol         | Sissi Nylia Benita, Andrei Zevakin, Kelly Tulvik                           |
| Suured tüdrukud                    | Heaven's Not That Far Tonight | angol         | Koit Toome, Gevin Niglas, Karl Killing                                     |
| Tanja                              | Best Night Ever               | angol         | Timo Vendt, Tanja Mihhailova-Saar, Mihkel Mattisen                         |
| Tuuli Rand                         | Üks öö                        | észt          | Gevin Niglas, Kristel Aaslaid, Tuuli Rand                                  |
| Uku Haasma                         | Kaos                          | észt          | Uku Haasma, Henri Erik Tammai, Rudolf Toltsberg                            |
| Uku Suviste                        | The Lucky One                 | angol         | Uku Suviste, Sharon Vaughn                                                 |
| WIIRALT                            | Tuuled                        | észt          | Pat Lyons, Martin Saaremägi                                                |

## Élő műsorsorozat

### Első elődöntő
| #  | Előadó                             | Dal                          | Első kör | Első kör | Első kör | Első kör | Első kör | Első kör | Második kör | Második kör |
| #  | Előadó                             | Dal                          | Zsűri    | Zsűri    | Közönség | Közönség | Összesen | Helyezés | Közönség    | Helyezés    |
| -- | ---------------------------------- | ---------------------------- | -------- | -------- | -------- | -------- | -------- | -------- | ----------- | ----------- |
| 01 | Tanja                              | Best Night Ever              | 25       | 1        | 685      | 2        | 3        | 10.      | 781         | 3.          |
| 02 | Hans Nayna                         | One By One                   | 40       | 3        | 916      | 4        | 7        | 8.       | 1083        | 2.          |
| 03 | WIIRALT                            | Tuuled                       | 59       | 6        | 945      | 5        | 11       | 5.       | 737         | 4.          |
| 04 | Kéa                                | Hypnotized                   | 37       | 2        | 411      | 0        | 2        | 11.      | 446         | 6.          |
| 05 | Andrei Zevakin & Pluuto            | Wingman                      | 14       | 0        | 1476     | 8        | 8        | 6.       | 1593        | 1.          |
| 06 | Karl Killing                       | Kiss Me                      | 54       | 5        | 1151     | 7        | 12       | 4.       | —           | —           |
| 07 | Nika Marula                        | Calm Down                    | 62       | 7        | 548      | 1        | 8        | 7.       | 686         | 5.          |
| 08 | Egert Milder                       | Free Again                   | 100      | 10       | 1136     | 6        | 16       | 3.       | —           | —           |
| 9  | Tuuli Rand                         | Üks öö                       | 9        | 0        | 278      | 0        | 0        | 12.      | 164         | 8.          |
| 10 | Koit Toome                         | We Could Have Been Beautiful | 111      | 12       | 2873     | 12       | 24       | 1.       | —           | —           |
| 11 | Kristin Kalnapenk                  | Find a Way                   | 51       | 4        | 705      | 3        | 7        | 9.       | 412         | 7.          |
| 12 | Ivo Linna, Robert Linna, Supernova | Ma olen siin                 | 76       | 8        | 1519     | 10       | 18       | 2.       | —           | —           |

### Második elődöntő
| #  | Előadó           | Dal                           | Első kör | Első kör | Első kör | Első kör | Első kör | Első kör | Második kör | Második kör |
| #  | Előadó           | Dal                           | Zsűri    | Zsűri    | Közönség | Közönség | Összesen | Helyezés | Közönség    | Helyezés    |
| -- | ---------------- | ----------------------------- | -------- | -------- | -------- | -------- | -------- | -------- | ----------- | ----------- |
| 01 | Sissi            | Time                          | 44       | 4        | 1797     | 5        | 9        | 7.       | 2451        | 2.          |
| 02 | Gram-Of-Fun      | Lost in a Dance               | 67       | 8        | 1403     | 3        | 11       | 6.       | 1771        | 3.          |
| 03 | Kadri Voorand    | Energy                        | 107      | 10       | 2680     | 7        | 17       | 2.       | —           | —           |
| 04 | Helen            | Nii kõrgele                   | 3        | 0        | 1210     | 2        | 2        | 10.      | 1270        | 5.          |
| 05 | REDEL            | Tartu                         | 63       | 6        | 2876     | 8        | 14       | 5.       | 2600        | 1.          |
| 06 | Rahel            | Sunday Night                  | 33       | 1        | 839      | 0        | 1        | 11.      | 819         | 7.          |
| 07 | Uku Haasma       | Kaos                          | 12       | 0        | 654      | 0        | 0        | 12.      | 522         | 8.          |
| 08 | HELEZA           | 6                             | 35       | 2        | 1494     | 4        | 6        | 9.       | 1345        | 4.          |
| 09 | Uku Suviste      | The Lucky One                 | 41       | 3        | 6291     | 12       | 15       | 3.       | —           | —           |
| 10 | Alabama Watchdog | Alabama Watchdog              | 64       | 7        | 1052     | 1        | 8        | 8.       | 1022        | 6.          |
| 11 | Jüri Pootsmann   | Magus melanhoolia             | 110      | 12       | 2119     | 6        | 18       | 1.       | —           | —           |
| 12 | Suured tüdrukud  | Heaven's Not That Far Tonight | 59       | 5        | 5370     | 10       | 15       | 4.       | —           | —           |

### Döntő
| Döntő – 2021. március 6. | Döntő – 2021. március 6.           | Döntő – 2021. március 6.      | Döntő – 2021. március 6. | Döntő – 2021. március 6. | Döntő – 2021. március 6. | Döntő – 2021. március 6. | Döntő – 2021. március 6. | Döntő – 2021. március 6. |
| #                        | Előadó                             | Dal                           | Zsűri                    | Zsűri                    | Közönség                 | Közönség                 | Összesen                 | Helyezés                 |
| ------------------------ | ---------------------------------- | ----------------------------- | ------------------------ | ------------------------ | ------------------------ | ------------------------ | ------------------------ | ------------------------ |
| 01                       | Egert Milder                       | Free Again                    | 24                       | 1                        | 1871                     | 1                        | 2                        | 12.                      |
| 02                       | Suured tüdrukud                    | Heaven's Not That Far Tonight | 33                       | 2                        | 5002                     | 6                        | 8                        | 7.                       |
| 03                       | Hans Nayna                         | One By One                    | 47                       | 6                        | 1754                     | 0                        | 6                        | 10.                      |
| 04                       | Ivo Linna, Robert Linna, Supernova | Ma olen siin                  | 18                       | 0                        | 2030                     | 2                        | 2                        | 11.                      |
| 05                       | Karl Killing                       | Kiss Me                       | 60                       | 8                        | 1678                     | 0                        | 8                        | 8.                       |
| 06                       | Uku Suviste                        | The Lucky One                 | 42                       | 3                        | 11393                    | 12                       | 15                       | 1.                       |
| 07                       | Sissi                              | Time                          | 73                       | 12                       | 4186                     | 3                        | 15                       | 3.                       |
| 08                       | Jüri Pootsmann                     | Magus melanhoolia             | 59                       | 7                        | 6193                     | 8                        | 15                       | 2.                       |
| 09                       | Redel                              | Tartu                         | 17                       | 0                        | 5160                     | 7                        | 7                        | 9.                       |
| 10                       | Koit Toome                         | We Could Have Been Beautiful  | 43                       | 4                        | 6779                     | 10                       | 14                       | 4.                       |
| 11                       | Andrei Zevakin & Pluuto            | Wingman                       | 62                       | 10                       | 4944                     | 4                        | 14                       | 5.                       |
| 12                       | Kadri Voorand                      | Energy                        | 44                       | 5                        | 4966                     | 5                        | 10                       | 6.                       |

| 1  | "Free Again"                    | 10 |    | 2  | 1  |    |    | 2  | 4  | 5  | 24 | 1  |
| 2  | "Heaven's Not That Far Tonight" | 4  | 3  | 1  | 6  | 4  | 1  | 7  | 3  | 4  | 33 | 2  |
| 3  | "One By One"                    | 8  | 6  | 3  | 5  | 3  | 6  | 1  | 7  | 8  | 47 | 6  |
| 4  | "Ma olen siin"                  | 6  | 1  |    |    | 6  | 5  |    |    |    | 18 | 0  |
| 5  | "Kiss Me"                       | 7  | 4  | 5  | 12 | 5  | 3  | 10 | 8  | 6  | 60 | 8  |
| 6  | "The Lucky One"                 |    | 2  | 4  | 2  | 10 | 8  | 3  | 6  | 7  | 42 | 3  |
| 7  | "Time"                          | 12 | 8  | 10 | 8  | 2  | 12 | 6  | 12 | 3  | 73 | 12 |
| 8  | "Magus melanhoolia"             | 3  | 10 |    | 7  | 7  | 4  | 8  | 10 | 10 | 59 | 7  |
| 9  | "Tartu"                         |    |    | 8  |    | 8  |    |    | 1  |    | 17 | 0  |
| 10 | "We Could Have Been Beautiful"  | 2  | 5  | 7  | 3  | 1  | 7  | 4  | 2  | 12 | 43 | 4  |
| 11 | "Wingman"                       | 1  | 7  | 12 | 10 | 12 | 2  | 12 | 5  | 1  | 62 | 10 |
| 12 | "Energy"                        | 5  | 12 | 6  | 4  |    | 10 | 5  |    | 2  | 44 | 5  |

| Szuperdöntő – 2021. március 6. | Szuperdöntő – 2021. március 6. | Szuperdöntő – 2021. március 6. | Szuperdöntő – 2021. március 6. | Szuperdöntő – 2021. március 6. |
| #                              | Előadó                         | Dal                            | Közönség                       | Helyezés                       |
| ------------------------------ | ------------------------------ | ------------------------------ | ------------------------------ | ------------------------------ |
| 01                             | Uku Suviste                    | The Lucky One                  | 24081 (46,4%)                  | 1.                             |
| 02                             | Sissi                          | Time                           | 14968 (28,9%)                  | 2.                             |
| 03                             | Jüri Pootsmann                 | Magus melanhoolia              | 12776 (24,7%)                  | 3.                             |

## Az Eurovíziós Dalfesztiválon
Észtországnak 2021-ben is részt kell vennie az elődöntőben.